# Kölner Saxophon Mafia
Die Kölner Saxophon Mafia war ein 1981 gegründetes Saxophonensemble, das aus dem Bereich des Jazz kam.

## Entwicklung und Repertoire
Seinen ersten Auftritt hatte das Ensemble im Herbst 1981 anlässlich des „4. Kölner Jazz Haus Festivals“. Es war anfänglich als reine Jazz-Saxophoncombo konzipiert, die ohne Rhythmusgruppe auskam und auch deren Funktion mit ihren Saxophonen übernahm. Stilistisch veränderte sich das Bandkonzept im Lauf der Jahre. Ihre Mitglieder spielten neben den verschiedenen Instrumenten der Saxophonfamilie (vom Sopranino bis zum Basssaxophon) auch diverse Klarinetten und Flöten.
Die Saxophon Mafia arbeitete mit einer linearen Satztechnik, bei der alle Stimmen gleiches melodisches Gewicht haben. In ihren Eigenkompositionen setzte sich die Gruppe mit Free Jazz, Bebop, Weltmusik, Unterhaltungsmusik (Operette) und Neuer Musik auseinander – wobei sie Improvisationen und humorigen Klangkonfrontationen viel Raum gaben. Die Gruppe sah sich 1991 längst nicht mehr „als Jazzband, wir spielen eine zeitgenössische Musik, in der neben anderen Einflüssen eben auch der Jazz eine Rolle spielt.“

## Auftritte und Zusammenarbeit
Die Saxophon Mafia spielte auf zahlreichen wichtigen Jazzfestivals im In- und Ausland wie dem Montreal International Jazz Festival, dem Internationalen Jazzfestival Zürich und den Leverkusener Jazztagen. Auf Einladung des Goethe-Instituts bereiste die Gruppe Afrika, die USA, Kanada, Indien, Pakistan, China und Nepal.
Die Gruppe trat auch zusammen mit anderen Ensembles wie Christoph Haberers Perkussionsensemble Drümmele maa, der zairischen Gruppe Elima, dem schwulen Männerchor Triviatas oder mit NOX (Gerd Köster und Dirk Raulf), aber auch mit Sängerinnen wie Silvia Droste, Anne Haigis, Élodie Brochier oder mit dem Schlagzeuger Jaki Liebezeit auf.

## Auszeichnungen
Mehrere Produktionen der Gruppe wurden mit dem Preis der deutschen Schallplattenkritik ausgezeichnet. 1999 erhielt sie den SWR-Jazzpreis, in der Begründung heißt es: „Die Musiker haben es verstanden, durch ständige Weiterentwicklung und Erneuerung ihres musikalischen Vokabulars das Abnutzen des ‚alternativen‘ oder ‚innovativen‘ Hörreizes zu überwinden. Der Erfindungsreichtum, mit dem sie aus ihren derzeit 27 Instrumenten (…) ungehörte Klänge und ungewohnte Klangverbindungen schaffen, scheint mit den Jahren noch zu wachsen. Sie besitzen trotz ihrer weitgefächerten Klangfarbenpalette eine unverwechselbare Gruppenidentität, wie sie nur durch jahrelange intensive Zusammenarbeit entstehen kann: Sie klingen vertraut und doch immer wieder ungewohnt.“